# Éco-innovation
 (avril 2013).
Si vous disposez d'ouvrages ou d'articles de référence ou si vous connaissez des sites web de qualité traitant du thème abordé ici, merci de compléter l'article en donnant les références utiles à sa vérifiabilité et en les liant à la section « Notes et références ».
L'éco-innovation est l'intégration des critères du développement durable (un développement économique et social respectueux de l'environnement) dans l'innovation industrielle.  

## Définitions
Deux définitions de l'éco-innovation coexistent : une définition technique (innovation reposant sur un nombre de secteurs limité et des avancées principalement techniques) et une définition plus large, incluant une attention à l'innovation sociale, l’économie circulaire et responsable. L'OCDE en donne une définition assez large : « les activités qui produisent des biens et services capables de mesurer, de prévenir, de limiter ou de corriger les impacts environnementaux tels que la pollution de l'eau, de l'air, du sol, ainsi que les problèmes liés aux déchets, au bruit et aux écosystèmes ».

### But économiques et sociaux
L'éco-innovation peut avoir trois buts :
- L’innovation au service de la performance : lorsque l’ambition portée est celle d’être précurseur sur un domaine, d’être à la pointe d’un service ou encore d’inscrire l’éco-entreprise dans une dynamique de progrès constant, l’innovation est un moyen pour l’éco-entreprise d’être plus performante et d’améliorer constamment son offre.
- L’innovation au service du changement des comportements et des organisations : l’innovation peut être un moyen de faire évoluer les comportements vers de nouvelles manières d’agir, de produire ou encore de consommer.
- L’innovation au service de la durabilité : l’innovation est mise au service de la pérennité des solutions offertes par l’éco-entreprise.

Pour le ministère de l'écologie, du développement durable et de l'énergie, l’éco-innovation est un lien essentiel entre développement durable et la stratégie de Lisbonne. Stratégie visant à associer croissance économique, emploi et développement durable, l’éco-innovation est un concept-clé qui conjugue efficacité économique et économie de ressources et d’énergie dans la volonté de mettre en place une nouvelle croissance, économe sur le plan des ressources et de l’énergie et au service des citoyens.

### Éco-entreprises
La norme expérimentale de l’Afnor propose les définitions suivantes : l'éco-entreprise est une entreprise (au sens d’entité juridique) qui, dans le secteur marchand, exerce tout ou partie de ses activités dans le champ des  écoactivités. L’entreprise doit avoir une partie significative d’éco-activité pour être caractérisée comme éco-entreprise ». Concernant l'éco-activité, il s'agit d'une activité ayant pour finalité première de prévenir, réduire ou mesurer les atteintes des activités humaines à l’environnement. On y intègre par conséquent les métiers de l’environnement (eau, air, sol, déchets, bruit, protection des espaces et biodiversité), de l’énergie (maîtrise de l’énergie, énergies renouvelables, technologies associées à l’énergie pour les bâtiments et les transports) et des activités de services et conseils (conseil, diagnostic, certification, éco-conception, éco-marketing etc.)

### Application à la production
Concrètement, l'éco-innovation passe par la coordination de plusieurs démarches :
- Les « technologies propres et sobres » ; intégrer, dans les process de production, des technologies économes en énergie et/ou  générant moins de déchets (en quantité ou en niveau de toxicité). Ce sont les éco-technologies.
- La production des biens de consommation conçus - dès l'amont - pour limiter leurs impacts environnementaux notamment en matière de bilan énergétique, de transport, de production de déchets, (bilan CO2, ACV) ... C'est l'éco-conception,
- La démarche « site de production » ; mettre un système de management en œuvre en intégrant la protection de l'environnement, l'équité sociale et/ou le développement durable - c'est l'éco-management
- La démarche « réseau de sites » ; construire des réseaux d'entreprises afin que les déchets des uns deviennent les matières premières des autres. C'est l'écologie industrielle.

## Différence avec l'innovation classique
Ce tableau extrait d'un article de Bio lineaires montre les différences entre l'innovation classique et l'éco-innovation: 
| Innovation Classique | Eco-innovation |
| --- | --- |
| - Tactique : Air du temps, cahiers de tendances - Pensée linéaire : le futur mieux que le passé, toujours plus! - Disruption-Révolution : C'est nouveau - L'individu roi : Valorisation du Je et de ses besoins - Science et high-tech : La science résout tout, sur-consommation technologique | - Stratégique : tendre vers un futur souhaitable - Pensée éco-systémique : tout est connecté et vital, moins c'est plus - Équilibre-Evolution : c'est durable, biomimétique - L'individu coopérant : se sentir relié à la société - Science et humanisme : chimie verte, low-tech, facteur 4, innovation sociale... |

## Origine du concept
L'idée de l'éco-innovation est assez récente. Une des premières apparitions du concept d'éco-innovation dans la littérature est dans le livre de Claude Fussler et Peter James en 1996, bien que la prise en compte des impacts environnementaux date au moins des années 1960. Dans un article ultérieur, Peter James définit l'éco-innovation comme « nouveaux produits et procédés qui permettent client et valeur de l'entreprise, mais de diminuer de façon significative les impacts environnementaux. »

## Exemples d'éco-innovation
L'éco-innovation peut être appliquée dans le design urbain.
Possibilité d'en créer sur ecoASIT. Un exemple d’éco-innovation basé sur la valorisation de la jacinthe d’eau est porté par Kathia Gretta Iradukunda au Burundi. En collaboration avec une coopérative, elle a mis en place un système de collecte, séchage et transformation artisanale de cette plante invasive en objets de vannerie décorative. Cette initiative permet non seulement de limiter la prolifération de la jacinthe dans le lac Tanganyika, mais aussi de transmettre un savoir-faire artisanal à des femmes jeunes issues de milieux défavorisés, contribuant ainsi à leur autonomisation économique.